# Neohermes filicornis
Neohermes filicornis là một loài côn trùng trong họ Corydalidae thuộc bộ Megaloptera. Loài này được Banks miêu tả năm 1903.